# Yakovlev Yak-6
El Yakovlev Yak-6 (en ruso: Як-6) fue un avión de transporte ligero bimotor fabricado por la oficina de diseño soviética Yakovlev durante los años 40, y que entró en servicio en la Fuerza Aérea Soviética, con la que participó en la Segunda Guerra Mundial, donde también realizó misiones de bombardero ligero nocturno bajo la denominación NBB.

## Historia y desarrollo
El bimotor de ala baja Yak-6 fue desarrollado en la segunda mitad de 1941 para cubrir la necesidad de tener avión de transporte utilitario fácil de construir y sencillo de operar. Tuvo su primer vuelo a mediados de 1942 y fue rápidamente puesto en producción. Estaba construido básicamente en madera. Su tren de aterrizaje era del tipo clásico y retráctil, acomodaba a dos tripulantes y cuatro pasajeros. Existió una versión NBB (o bombardeo nocturno de corto alcance) llevaba soportes externos bajo el fuselaje para un total de cinco bombas de 100 kg y provisión para una única ametralladora ShKAS de 7,7 mm, pero el Yak-6 podía ser también equipado para llevar distintas cargas (incluidos 500 kg suspendidos de soportes externos) o para ser empleado como avión ambulancia, remolcador de planeadores o aparato de apoyo cercano, dotado con diez cohetes RS-82.
Utilizado en bastantes ocasiones con los aterrizadores principales fijados en posición extraída, este aparato también fue suministrado a los partisanos, y hacia 1944 la mayoría de las unidades operacionales contaban con un aparato de este tipo en calidad de transporte de personal entre bases. Su producción totalizó en torno a los 1000 ejemplares.
El Yak-6M fue una versión mejorada que finalmente desembocó en el tipo agrandado Yak-8, cuyo prototipo realizó su primer vuelo a principios de 1944. Debía haber sido un avión de transporte, con capacidad para seis pasajeros, pero como no se dispuso de las previstas plantas motrices de elevada potencia, sus prestaciones no consiguieron el éxito que se esperaba, y no se emprendió su producción en serie.

## Variantes
Yak-6
Avión de transporte utilitario ligero de 2 motores.
NBB
Bombardero nocturno de corto alcance.
Yak-6M
Versión mejorada del Yak-6.

## Operadores
Francia
- Escuadrón Normandie-Niemen.

 Unión Soviética
- Fuerza Aérea Soviética

## Especificaciones (Yak-6)

### Características generales
- Tripulación: 2
- Capacidad: 4
- Tipo: transporte militar ligero polivalente.
- Planta motriz: dos motores en estrella Shvetsov M-11F, de 140 CV de potencia unitaria.
- Prestaciones: velocidad máxima 230 km/h; techo de vuelo 3380 km; alcance 580 km.
- Pesos: vacío equipado 1430 kg; máximo en despegue 2500 kg.
- Dimensiones: envergadura 14,00 m; longitud 10,35 m; superficie alar 29.60 m²

### Desarrollos relacionados
- Yakovlev Yak-8

### Aeronaves similares
- Polikarpov Po-2

### Secuencias de designación
- Bombarderos de Yakovlev: Yak-2 • Yak-4 • Yak-6 • Yak-28